# Himmelreichhöhle
Die Himmelreichhöhle ist eine Karsthöhle am Rand des Westharzes, etwa zwei Kilometer östlich von Walkenried im Landkreis Göttingen in Niedersachsen gelegen, nahe der Grenze zu Thüringen. Sie liegt innerhalb des Naturschutzgebiets Itelteich und am Karstwanderweg. Die Höhle misst 170 m Länge, 85 m Breite und 15 m Deckenhöhe, wobei das Innere durch den Bau des Walkenrieder Tunnels deutlich verändert wurde.

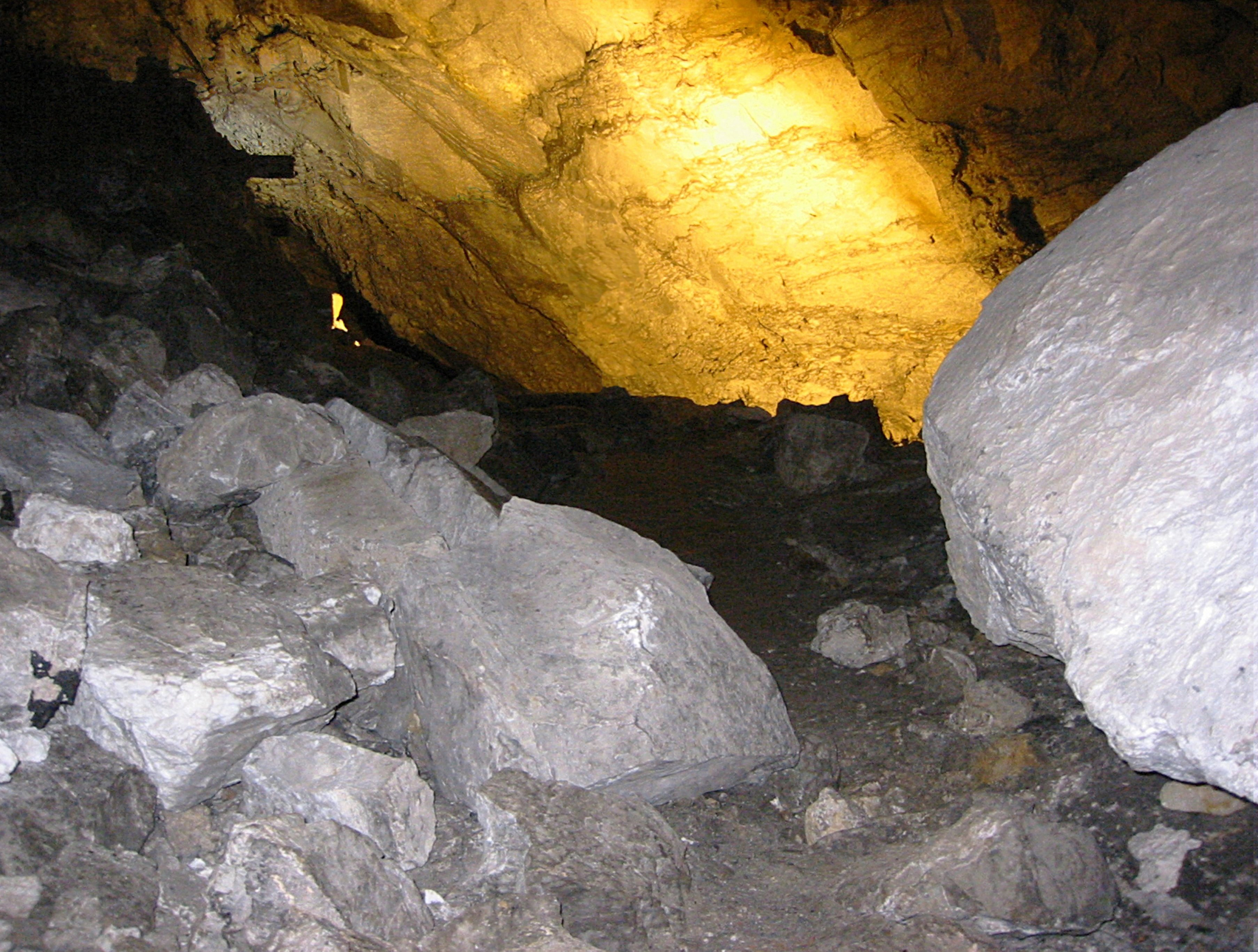
Himmelreichhöhle

## Geschichte
Die Höhle wurde am 9. Juli 1868 beim Bau des 269 m langen Walkenrieder Tunnels der Südharzstrecke entdeckt. Dieser wurde längs durch die Höhle gebaut. Im und nahe dem Tunnel ereigneten sich in den Nachkriegsjahren mehrere Vorfälle, die Rudolf Pleil begangen hatte.